# Night Changes
«Night Changes» —en español: «Cambios nocturnos»— es una canción interpretada por la boy band británico-irlandesa One Direction. Fue escrita por la banda junto con Jamie Scott, Julian Bunetta y John Ryan, mientras que la producción estuvo a cargo de Bunetta y Ryan. La canción fue lanzada el 14 de noviembre de 2014 como el segundo y último sencillo de su cuarto álbum de estudio Four. También marcó el último sencillo con el miembro Zayn Malik. Con un éxito comercial moderado, la pista es una de las más aclamadas por la crítica, recibiendo elogios por su reflexión sobre la naturaleza efímera de la vida, tratada con profundidad y madurez.

## Antecedentes y composición
«Night Changes» fue revelada como el segundo sencillo del álbum en una entrevista con el presentador de radio Scott Mills. La pista fue lanzada el 14 de noviembre de 2014, tres días antes del lanzamiento del álbum.
Desarrollando los temas de «Live While We're Young» y «Story of My Life», la canción explora el rápido paso del tiempo, aprovechar el momento en la vida y encontrar el amor en el camino. Las armonías en el estribillo, acompañadas por rondas de «Oohs», le otorgan a la pieza una mayor profundidad y un «aire contemplativo imponente». La canción dura 3 minutos y 47 segundos y comienza en la tonalidad de la bemol mayor. A los 2 minutos y 28 segundos, cambia a si bemol mayor.

## Vídeo musical
El videoclip oficial fue lanzado el 21 de noviembre de 2014 y dirigido por Ben Winston. Este fue el último video de One Direction con Zayn Malik, ya que dejó la banda el 25 de marzo de 2015. La novia de la vida real de Liam Payne, Sophia Smith, estuvo involucrada en la grabación, aunque no apareció en pantalla.
El video es una experiencia en primera persona de una cita con los cinco miembros de One Direction. Las cinco citas tienen lugar en diferentes escenarios: una cena con Zayn Malik en un restaurante (que aparentemente él posee, ya que saluda a los cocineros y presenta a su cita al camarero), un paseo en coche clásico con Louis Tomlinson, una noche de juegos de Monopoly y Jenga junto a la chimenea en la casa de Niall Horan, patinaje sobre hielo con Harry Styles y una feria con Liam Payne.
Conforme avanzan las citas, todo termina saliendo terriblemente mal para los cinco miembros. El exnovio de la cita de Zayn entra al restaurante, le grita y luego le lanza agua y espaguetis a Zayn, lo que provoca que su cita lo abandone mientras él observa incrédulo. Harry ve a otra pareja haciendo un truco complicado en la pista de patinaje e intenta replicarlo con su acompañante, lo que resulta en que ambos caigan y se lastimen. Liam lleva a su cita a los autos locos en la feria, pero se marea durante el paseo y vomita en el sombrero de su acompañante al salir. Niall atiende su chimenea, pero la manga de su camisa se incendia, y al intentar apagar el fuego con una toalla, accidentalmente derrama una jarra sobre el vestido de su cita. Louis es detenido por la policía, aparentemente por exceso de velocidad, e intenta bromear con el oficial para impresionar a su acompañante, lo que termina con su arresto, mientras su cita lo observa desde lejos mientras se lo llevan en el asiento trasero del coche patrulla.

## Rendimiento comercial
La canción, un éxito comercial moderado, es una de las más aclamadas por la crítica y ha recibido elogios por contemplar la fugacidad de la vida con profundidad y madurez. En octubre de 2024, «Night Changes» era la canción del grupo más escuchada en Spotify, con más de 1.700 millones de reproducciones. Tras la muerte de Liam Payne en octubre de 2024, la canción volvió a escalar posiciones en las listas de éxitos y alcanzó el sexto puesto en la lista global de canciones diarias de Spotify.
Tras la muerte de Liam Payne en octubre de 2024, la canción experimentó un repunte en ventas y streams. La Official Charts Company situó «Night Changes» en el puesto 16 de la UK Midweek Singles Chart.

## Posicionamiento en listas

### Semanales
| Listas (2014–2015)                          | Mejor posición |
| ------------------------------------------- | -------------- |
| Australia (ARIA)                            | 33             |
| Austria (Ö3 Austria Top 40)                 | 42             |
| Bélgica (Flandes) (Ultratip Bubbling Under) | 1              |
| Bélgica (Valonia) (Ultratip Bubbling Under) | 4              |
| Canadá (Canadian Hot 100)                   | 20             |
| República Checa (Singles Digitál Top 100)   | 19             |
| Francia (SNEP)                              | 106            |
| Alemania (Offizielle Deutsche Charts)       | 79             |
| Irlanda (IRMA)                              | 13             |
| Japón (Japan Hot 100)                       | 97             |
| Países Bajos (Mega Single Top 100)          | 76             |
| Nueva Zelanda (Recorded Music NZ)           | 11             |
| Eslovaquia (Singles Digitál Top 100)        | 22             |
| Eslovaquia (Rádio Top 100)                  | 47             |
| España (Top 100 Canciones)                  | 22             |
| Suecia (Sverigetopplistan)                  | 40             |
| Suiza (Schweizer Hitparade)                 | 46             |
| Reino Unido (UK Singles Chart)              | 7              |
| Estados Unidos (Billboard Hot 100)          | 31             |
| Estados Unidos (Adult Contemporary)         | 22             |
| Estados Unidos (Adult Top 40)               | 13             |
| Estados Unidos (Mainstream Top 40)          | 14             |

## Certificaciones
| País           | Organismo certificador | Certificación | Ventas certificadas | Ref.   |
| -------------- | ---------------------- | ------------- | ------------------- | ------ |
| Australia      | ARIA                   | 2× Platino    | 140 000             | [ 33 ] |
| Canadá         | Music Canada           | Platino       | 80 000              | [ 34 ] |
| Dinamarca      | IFPI Dinamarca         | Platino       | 90 000              | [ 35 ] |
| Italia         | FIMI                   | Platino       | 100 000             | [ 36 ] |
| México         | AMPROFON               | Platino       | 60 000              | [ 37 ] |
| Nueva Zelanda  | RMNZ                   | Oro           | 7 500               | [ 38 ] |
| España         | PROMUSICAE             | Platino       | 60 000              | [ 39 ] |
| Reino Unido    | BPI                    | Platino       | 600 000             | [ 40 ] |
| Estados Unidos | RIAA                   | Platino       | 1 010 000           | [ 41 ] |